# Volker Kutscher

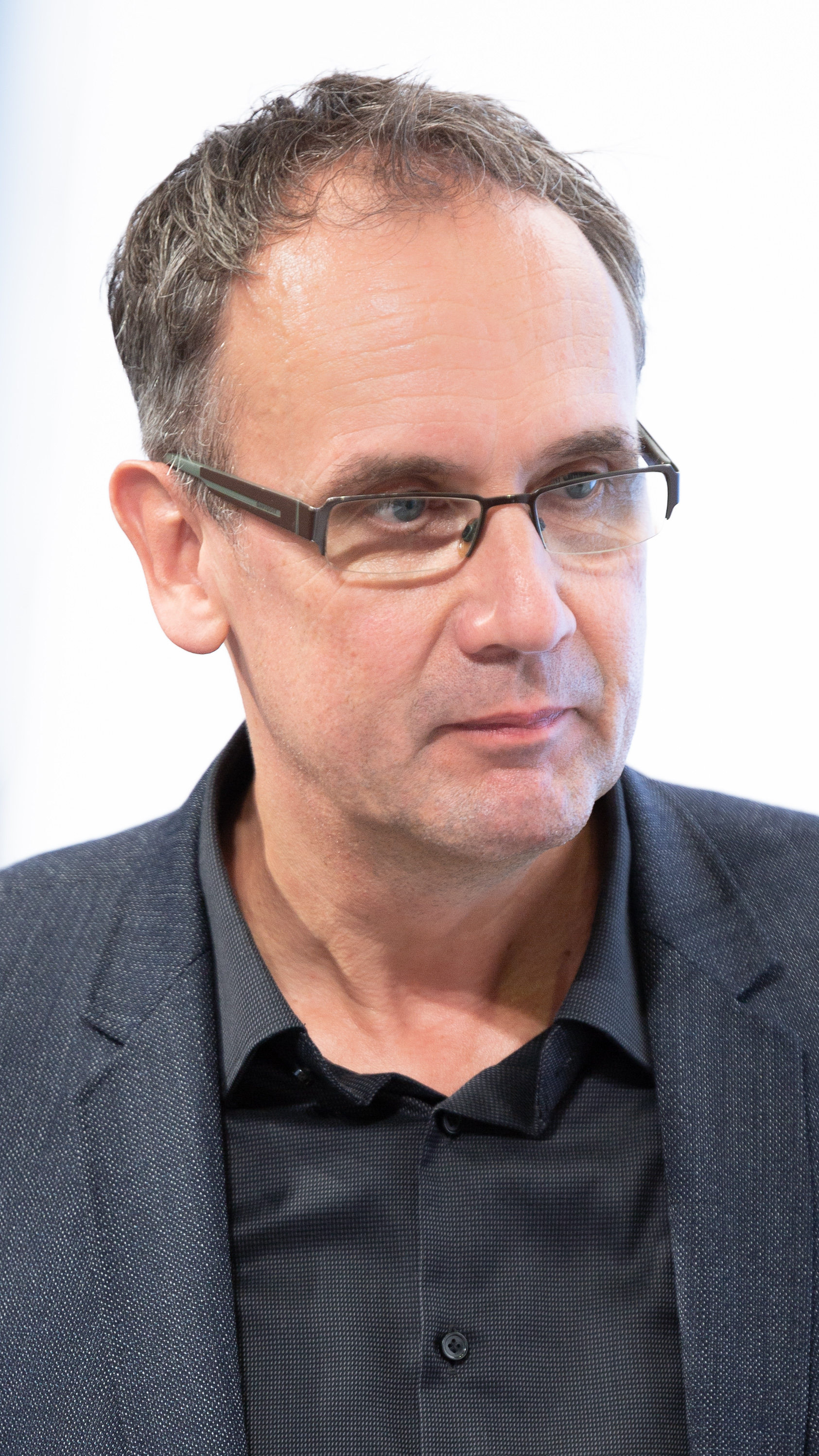
Kutscher auf der Frankfurter Buchmesse 2018

Volker Kutscher (* 26. Dezember 1962 in Lindlar) ist ein deutscher Schriftsteller.

## Leben
Kutscher wuchs im oberbergischen Wipperfürth auf. Nach einem Studium der Germanistik, Philosophie und Geschichtswissenschaft an den Universitäten in Wuppertal und Köln arbeitete er als Lokalredakteur in Wipperfürth.
1995 veröffentlichte er mit Bullenmord seinen ersten Kriminalroman im Kölner Verlag Emons. Für seine Idee einer Romanreihe kündigte er nach knapp zehn Jahren die Stelle in der Redaktion. 2008 erschien unter dem Titel Der nasse Fisch der erste Band einer Reihe von historischen Kriminalromanen um die literarische Figur des Kölner Kommissars Gereon Rath, die im Berlin der späten Weimarer Republik und des Nationalsozialismus spielen. Die bis 2024 erschienenen zehn Bände spielen in den Jahren 1929 bis 1938. Kutscher recherchierte primär in Tageszeitungen und publizierte im Kölner Verlag Kiepenheuer & Witsch und im Münchner Verlag Piper. Der zehnte Band erschien 2024, laut Volker Kutscher soll dies der letzte der Reihe sein.
Kutschers erster Gereon-Rath-Roman Der nasse Fisch wurde unter der Regie von Tom Tykwer, Achim von Borries und Henk Handloegten, die auch die Drehbücher verfassten, unter dem Titel Babylon Berlin als Kriminal-Fernsehserie verfilmt. Die Serie war auf zunächst zwei Staffeln angelegt und feierte ihre Premiere Ende September 2017. Anfang November 2017 bestätigte Tykwer, dass zwei weitere Staffeln in Planung seien. Die dritte Staffel wurde von Ende 2018 bis Mitte 2019 gedreht und basiert auf dem zweiten Gereon-Rath-Roman Der stumme Tod; sie wurde ab Januar 2020 ausgestrahlt. Die vierte Staffel wurde ab Frühjahr 2021 gedreht, die Ausstrahlung begann am 1. Oktober 2023 in der ARD. Dabei wurde auf den Roman Goldstein als Grundlage zurückgegriffen, der im Sommer 1931 zur Zeit der Weltwirtschaftskrise spielt.
Parallel dazu produzierten die Hörspiel-Redaktionen der ARD-Rundfunkanstalten ebenfalls Serien, die zunächst mit dem Untertitel „Hörspielserie zu Babylon Berlin“ veröffentlicht wurden. So erschien im Jahr 2018 „Der nasse Fisch“, im Jahr 2020 „Der stumme Tod“ und im Jahr 2022 „Goldstein“. WDR, Radio Bremen und SWR produzierten mit „Moabit“ (2018) außerdem ein Hörspiel rund um die Vorgeschichte zu Gereon Raths Versetzung nach Berlin.
Volker Kutscher lebt in Köln.

## Werke (Auswahl)

### Gereon-Rath-Zyklus
- Der nasse Fisch. Gereon Raths erster Fall. Kiepenheuer & Witsch, Köln 2008, ISBN 978-3-462-04022-7.
- Der stumme Tod. Gereon Raths zweiter Fall. Kiepenheuer & Witsch, Köln 2009, ISBN 978-3-462-04074-6.
- Goldstein. Gereon Raths dritter Fall. Kiepenheuer & Witsch, Köln 2010, ISBN 978-3-462-04238-2.
- Die Akte Vaterland. Gereon Raths vierter Fall. Kiepenheuer & Witsch, Köln 2012, ISBN 978-3-462-04466-9.
- Märzgefallene. Gereon Raths fünfter Fall. Kiepenheuer & Witsch, Köln 2014, ISBN 978-3-462-04707-3.
- Lunapark. Gereon Raths sechster Fall. Kiepenheuer & Witsch, Köln 2016, ISBN 978-3-462-04923-7.
- Moabit. Galiani Berlin, Köln 2017, ISBN 978-3-86971-155-3 (Prequel).
- Marlow. Der siebte Rath-Roman. Piper, München 2018, ISBN 978-3-492-05594-9.
- Olympia. Der achte Rath-Roman. Piper, München 2020, ISBN 978-3-492-07059-1.[13]
- Mitte. Galiani Berlin, Köln 2021, ISBN 978-3-86971-246-8.
- Transatlantik. Der neunte Rath-Roman. Piper, München 2022, ISBN 978-3-492-07177-2.[14]
- Rath. Der zehnte Rath-Roman. Piper, München 2024, ISBN 978-3-492-07410-0.

#### Kurzgeschichten aus dem Gereon-Rath-Universum
- Bescherung. In: Fürchtet euch nicht!. Ullstein Verlage, Berlin 2009, ISBN 978-3-548-28107-0.
- Gute Beziehungen. In: StadtAnsichten #36. Das Magazin der Autostadt, Wolfsburg 2010, EAN 4-196229-906004-36.
- Märchen mit Zündhölzern. In: Totenstille Nacht. Rowohlt Taschenbuch Verlag, Reinbek bei Hamburg 2012, ISBN 978-3-499-25598-4.
- Plan B. In: Mord am Sonntag. Axel Springer AG/Welt am Sonntag, Berlin 2012, ISBN 978-3-941711-29-7. Ebenfalls erschienen in: Berliner Untergrund. Hoffmann und Campe Verlag, Hamburg 2015, ISBN 978-3-455-65043-3. Ebenfalls erschienen in: Neues vom Tatort Tegel. Jaron Verlag GmbH, Berlin 2017, ISBN 978-3-89773-823-2.
- Dortmunder Osterfeuer. In: Kalendarium des Todes Mord am Hellweg VI. GRAFIT Verlag GmbH, Dortmund 2012, ISBN 978-3-89425-409-4.
- Gelsenkirchener Romanze. In: Sexy.Hölle.Hellweg Mord am Hellweg VII. GRAFIT Verlag GmbH, Dortmund 2014, ISBN 978-3-89425-448-3.
- Alex. In: Der Tod hat 24 Türchen. Rowohlt Taschenbuch Verlag, Reinbek bei Hamburg 2015, ISBN 978-3-499-24864-1.
- Durchmarsch. Kiepenheuer & Witsch, Köln 2016, ISBN 978-3-462-31655-1 (E-Book). Ebenfalls erschienen in: Sie kriegen jeden. dtv Deutscher Taschenbuchverlag, München 2015, ISBN 978-3-423-21564-0.
- Westend. In: Krimi-März 2019 als Wiesbaden Krimistipendiat, Wiesbaden 2018.[15]
- Dortmund, Weiße Wiese. In: Jubiläumsmorde Mord am Hellweg X. GRAFIT in der Emons Verlag GmbH, Köln 2021, ISBN 978-3-89425-764-4.

### Weitere
- Bullenmord. Emons Verlag, Köln 1995, ISBN 3-924491-87-9 (zusammen mit Christian Schnalke).
- Vater unser. Emons Verlag, Köln 1998, ISBN 3-89705-131-1 (zusammen mit Christian Schnalke).
- Der schwarze Jakobiner. Historischer Kriminalroman, Neuaufl. Emons Verlag, Köln 2003, ISBN 3-89705-313-6.

### Comic-Adaptionen
- Arne Jysch: Der nasse Fisch. Carlsen, Hamburg 2017, ISBN 978-3-551-78248-9.

## Filmografie
- 2009: Ladylike – Jetzt erst recht!
- 2010: Einsatz in Hamburg – Rot wie der Tod

## Auszeichnungen
Für den Roman Der nasse Fisch sowie die beiden Fortsetzungen Der stumme Tod und Goldstein erhielt Volker Kutscher 2011 im Rahmen der Reinickendorfer Kriminacht den Berliner Krimifuchs, einen Literaturpreis für Kriminalromane. Für den Roman Der stumme Tod erhielt Volker Kutscher 2010 ferner den Burgdorfer Krimipreis. Für den Roman Marlow erhielt Volker Kutscher 2019 den Krimipreis Herzogenrather Handschelle. 2020 wurde er mit dem BZ Kulturpreis ausgezeichnet. Volker Kutscher war 2018 Wiesbadener Krimistipendiat.